# 1964年東京オリンピックのアルゼンチン選手団
1964年東京オリンピックのアルゼンチン選手団（1964ねんとうきょうオリンピックのアルゼンチンせんしゅだん）は、1964年10月10日から10月24日にかけて日本の首都東京で開催された1964年東京オリンピックのアルゼンチン選手団、およびその競技結果。

## 概要
今大会は銀メダル1個、合計1個のメダルを獲得した。

## メダル
| メダル | 選手名           | 競技 | 種目         |
| ------ | ---------------- | ---- | ------------ |
| 銀     | Carlos Moratorio | 馬術 | 総合馬術個人 |